# Allotinus moorei
Allotinus moorei är en fjärilsart som beskrevs av Druce 1895. Allotinus moorei ingår i släktet Allotinus och familjen juvelvingar. Inga underarter finns listade i Catalogue of Life.